# GLScene
GLScene es una biblioteca libre basada en OpenGL para el lenguaje de programación Pascal Orientado a Objetos y disponible en Delphi, Kylix y Lazaus. Proporciona un conjunto de componentes visuales que permiten la representación de escenas 3D.

## Historia
El desarrollo de la biblioteca se inició en 1999 por Mike Lischke y al llegar a la versión 0.5 la biblioteca se liberó como Código abierto (Open Source) y se dejó al cuidado del administrador del proyecto Eric Grange. 
GLScene permite a los programadores crear escenas utilizando objetos 3D en tiempo de diseño utilizando una interfaz gráfica de usuario. Además, proporciona una amplia gama de objetos y controles VCL adicionales para ayudar al programador a crear potentes aplicaciones 3D Delphi. 
GLScene se mantiene gracias al apoyo de su comunidad de usuarios y se distribuye con una serie de aplicaciones de demostración y ejemplos.